# 89° westerlengte
89° westerlengte (ten opzichte van de nulmeridiaan) is een meridiaan of lengtegraad, onderdeel van een geografische positieaanduiding in bolcoördinaten. De lijn loopt vanaf de Noordpool naar de Noordelijke IJszee, Noord-Amerika, de Golf van Mexico, Midden-Amerika, de Grote Oceaan, de Zuidelijke Oceaan en Antarctica en zo naar de Zuidpool.
De meridiaan op 89° westerlengte vormt een grootcirkel met de meridiaan op 91° oosterlengte. De meridiaanlijn beginnend bij de Noordpool en eindigend bij de Zuidpool gaat door de volgende landen, gebieden of zeeën. 
| Land, gebied of zee | Nauwkeurigere gegevens                                                      |
| ------------------- | --------------------------------------------------------------------------- |
| Noordelijke IJszee  |                                                                             |
| Canada              | Nunavut - Ellesmere Island, Axel Heibergeiland, Devoneiland                 |
| Parrykanaal         |                                                                             |
| Canada              | Nunavut - Baffineiland                                                      |
| Gulf of Boothia     |                                                                             |
| Canada              | Nunavut                                                                     |
| Hudsonbaai          |                                                                             |
| Canada              | Manitoba, Ontario                                                           |
| Bovenmeer           |                                                                             |
| Verenigde Staten    | Michigan — Isle Royale                                                      |
| Bovenmeer           |                                                                             |
| Verenigde Staten    | Michigan, Wisconsin, Illinois, Kentucky, Tennessee, Mississippi             |
| Golf van Mexico     |                                                                             |
| Verenigde Staten    | Louisiana                                                                   |
| Golf van Mexico     |                                                                             |
| Mexico              | Yucatán, Quintana Roo                                                       |
| Belize              | Orange Walk, Cayo, Toledo                                                   |
| Guatemala           | Izabal                                                                      |
| Honduras            | Copán, Ocotepeque                                                           |
| El Salvador         | Chalatenango, Cuscatlán, La Paz                                             |
| Grote Oceaan        |                                                                             |
| Zuidelijke Oceaan   |                                                                             |
| Antarctica          | Antártica, onderdeel van de provincie Antártica Chilena geclaimd door Chili |